# Żukiewicze (rejon świsłocki)
Żukiewicze (biał. Жукавічы, Żukawiczy; ros. Жуковичи, Żukowiczi) – wieś na Białorusi, w obwodzie grodzieńskim, w rejonie świsłockim, w sielsowiecie Porozów, nad Rosią i przy drodze republikańskiej R98.
Wieś położona jest przy Parku Narodowym „Puszcza Białowieska”.

## Historia
W XIX i w początkach XX w. chutor położony w Rosji, w guberni grodzieńskiej, w powiecie wołkowyskim, w gminie Porozów.
W dwudziestoleciu międzywojennym wieś leżąca w Polsce, w województwie białostockim, w powiecie wołkowyskim, w gminie Porozów. W 1921 miejscowość liczyła 38 mieszkańców, zamieszkałych w 9 budynkach, wyłącznie Białorusinów wyznania prawosławnego.
Po II wojnie światowej w granicach Związku Sowieckiego. Od 1991 w niepodległej Białorusi.